# 梦中的婚礼
《梦中的婚礼》（法語：Mariage d'amour）是一首法国的独奏钢琴曲，为法国旋律作曲家保罗·德塞内维尔在1979年所创作。1979年，钢琴家理查德·克莱德曼第一次演奏，收录于音乐专辑“给母亲的信”（Lettre à ma Mère）中。后来，钢琴家乔治·戴维森（George Davidson）演奏了略微不同的版本，收录于其专辑“My Heart Will Go On”之中。
此曲也曾被台灣音樂大師李泰祥重新譜曲填詞，交由歌手黃嘉千演唱中文版，收錄在理查德·克莱德曼的專輯「情繫世界」（Passions of the World）中。
这首曲子曾被误称为「肖邦的《春日华尔兹》」（實際上蕭邦沒有作過以此為標題的曲子），这是由于YouTube上上传的一段视频使用错误的标题所致，在影片刪除前超過了3,400萬的觀看次數。

## 曲名及含義
原曲名的直接翻譯應該是愛情婚姻或愛的婚姻（英語：Marriage of Love）。原本理應當用於歡樂的活動情景，如婚禮場合。但由於其調性爲小調，常讓人覺得此曲暗示了一種哀傷的氣氛，因此被認爲所描述的婚禮是從來沒有發生過的，甚至中文的曲名被直接取作夢中的婚禮。
但根據克莱德曼團隊的一名成員Gary McCartney表示，這首曲之所以選擇小調，是因爲婚禮樂曲通常較緩慢並需要表達出豐富的感情。另一方面，使用小調也是爲了讓曲子類似圓舞曲。盡管如此，此曲還是有使用一些大調和弦。至於爲何中文取名不採用直接翻譯，而選擇了哀傷的名字，Gary McCartney解釋曲名的翻譯通常是由唱片公司決定，而不是作者。唱片公司會考量許多因素來決定翻譯，譬如市場風向。其中一個例子是Lettre à ma Mère，其直接翻譯應該爲給母親的信，但是在加拿大卻翻成浪漫的美國（英語：Romantic America）。

## 流行文化
此曲在2016年8月在香港網民高登會員「秋風掃落葉」加上歌詞，改成《雞，全部都係雞》並迅即成爲香港的網絡用語。2018年4月，多倫多的「咪走雞」雞煲亦在其電台廣告用上這首改編歌曲為廣告的背景音樂。